# Línguas nórdicas

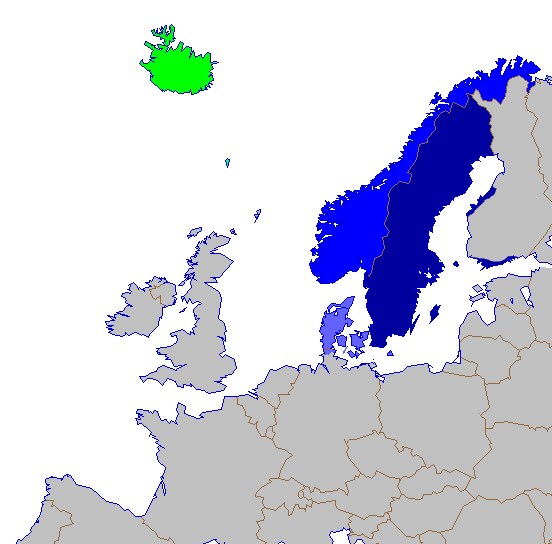
As línguas nórdicas
Dinamarquês
Norueguês
Sueco
Feroês
Islandês

As línguas nórdicas, também chamadas de línguas germânicas setentrionais, são as línguas germânicas faladas na Escandinávia, em partes da Finlândia e na maioria das ilhas próximas à Escandinávia - atualmente o dinamarquês, o sueco, o norueguês, o feroês e o islandês.
Existem dois ramos principais - as línguas nórdicas ocidentais e as línguas nórdicas orientais:
- Línguas nórdicas orientais

O ramo oriental - dinamarquês e sueco - também conhecido como escandinavo continental, é mais influenciado pelo alemão, baixo-alemão e holandês. Ao contrário do que aconteceu no ramo ocidental, desenvolveram-se novas características no dinamarquês e sueco (com o sueco finlandês) para formar variantes continentais. Devido ao longo domínio dinamarquês sobre a Noruega, o bokmål, o primeiro padrão escrito na Noruega e hoje a língua oficial dominante, é, frequentemente, considerado continental.
Como resultado, o dinamarquês e o norueguês podem, na realidade, ser mais semelhantes entre si do que qualquer um deles com o sueco. Devido à longa união política entre a Dinamarca e a Noruega, o norueguês bokmål partilha muito do vocabulário dinamarquês. Além disso, a pronúncia dinamarquesa faz com que os suecos geralmente considerem mais simples compreender o norueguês do que o dinamarquês. Mas mesmo que um sueco ache difícil compreender um dinamarquês, o mesmo não é necessariamente verdade no sentido inverso. Um trocadilho sobre o norueguês que reflete as semelhanças e diferenças básicas entre as línguas diz que "o norueguês é dinamarquês falado em sueco". As relações entre as três línguas podem sumarizar-se através do diagrama seguinte:
```
               + fonologia
  Norueguês ----------------- Sueco
      |        - vocabulário
      |
- fonologia
+ vocabulário
      |
      |
  Dinamarquês
```

- Línguas nórdicas ocidentais

As línguas nórdicas ocidentais - norueguês, feroês e islandês - são citadas com frequência como prova do aforismo de Max Weinreich que diz que "uma língua é um dialecto com um exército e uma marinha". As diferenças em dialectos dentro dos países escandinavos são frequentemente maiores que as diferenças existentes através das fronteiras, mas a independência política destes países leva a que o escandinavo continental seja classificado em norueguês, dinamarquês e sueco na mente popular. A criação do nynorsk a partir dos dialectos insulares depois da independência da Dinamarca em 1814 foi uma tentativa de fazer com que as divisões linguísticas correspondessem às divisões políticas...

## Árvore da família
Pensa-se que todas as línguas germânicas setentrionais descendam da língua nórdica antiga. Note que as divisões entre subfamílias do germânico setentrional são raramente definidas com precisão; a maioria forma clinas contínuas, com dialetos adjacentes mutuamente inteligíveis e os mais distantes não.
- Línguas nórdicas ocidentais (insulares)
  - Islandês (na Islândia)
  - Feroês (nas Faroes, que pertencem à Dinamarca
  - Norn (extinta depois de as Shetlands e as Órcades serem cedidas à Escócia)
  - Novo norueguês (Nynorsk)[2] (na Noruega)
  - Jemtlandês (na Jämtland, na Suécia)
  - Norueguês dos viajantes (usada pelos fanter na Noruega)

- Línguas nórdicas orientais (continentais)
  - norueguês[2] (na Noruega)
  - dinamarquês
    - Dinamarquês insular (na Zelândia e nas outras ilhas)
    - Dinamarquês oriental[3], (em Bornholm)
    - Jutlandês ou dinamarquês ocidental, (na Jutlândia)

  - Sueco
    - Svealandês (na Svealand excepto Bergslagen)
    - Dalecarliano (na Dalarna, Varmlândia e partes da Vestmânia, na Suécia)
    - Norlandês (em Norlândia)
    - Gotalandês (na Gotalândia Ocidental, Gotalândia Oriental, Dalslândia e Småland)
    - Sueco oriental
      - Sueco finlandês[4] (em algumas áreas costeiras da Finlândia)
      - Gotlandês[4] (na Gotlândia, na Suécia)

    - Escanês, anteriormente dinamarquês oriental[3], (parte meridional da Península Escandinava, ver: Escânia)

  - Dinamarquês dos viajantes (usada pelos roma na Dinamarca)
  - Romani tavringer (usada pelos ciganos na Suécia e Noruega)